# Nericonia trifasciata
Nericonia trifasciata là một loài bọ cánh cứng trong họ Cerambycidae.